# Liste der brasilianischen Botschafter in Eritrea
Der brasilianische Botschafter nächst der Regierung in Asmara residiert an der Corniche el Nil 1125 in Kairo.
| Ernannt       | Name                        | Bemerkungen | Mensagem Senado Federal | im Senat des Nationalkongress vorgestellt am | ernannt von               | akkreditiert bei | Posten verlassen |
| ------------- | --------------------------- | ----------- | ----------------------- | -------------------------------------------- | ------------------------- | ---------------- | ---------------- |
| 28. Apr. 2008 | Cesário Melantonio Neto     | [ 1 ]       | MSF 48 de 2008          | 16. Apr. 2008                                | Luiz Inácio Lula da Silva | Isayas Afewerki  |                  |
| 18. Okt. 2011 | Marco Antônio Diniz Brandão | [ 2 ]       | MSF 84 de 2011          | 24. Aug. 2011                                | Dilma Rousseff            | Isayas Afewerki  |                  |